# Zollernia splendens
Zollernia splendens là một loài thực vật có hoa trong họ Đậu. Loài này được Wied-Neuw. & Nees miêu tả khoa học đầu tiên.